# روبرت تومسون (لاعب كرة قدم أسترالية)
روبرت تومسون (بالإنجليزية: Robert W. Thompson)‏ هو لاعب كرة قدم أسترالية أسترالي، ولد في 5 مارس 1891 في ريتشموند ‏ في أستراليا، وتوفي في 8 فبراير 1918 في فيتزوري ‏ في أستراليا.

## وصلات خارجية
- روبرت تومسون على موقع AustralianFootball.com (الإنجليزية)
- روبرت تومسون على موقع AFLtables.com (الإنجليزية)